# Stendörren
Stendörren este o arie protejată (arie specială de conservare — SAC, sit de importanță comunitară — SCI, arie de protecție specială avifaunistică — SPA) din Suedia întinsă pe o suprafață de 901,8 ha, integral pe uscat.

## Localizare
Centrul sitului Stendörren este situat la coordonatele 58°44′13″N 17°22′57″E / 58.7369°N 17.3824°E.

## Înființare
Situl Stendörren a fost declarat sit de importanță comunitară în decembrie 1998 pentru a proteja 4 specii de animale. Alte tipuri de protecție:
- arie de protecție specială avifaunistică (în decembrie 1998)[2]
- arie specială de conservare (în martie 2011)[1][3][4]

## Biodiversitate
Situată în ecoregiunile boreală și marină baltică, aria protejată conține 10 habitate naturale: Golfuri mici largi și golfuri puțin adânci, Pășuni din zone de pădure fino-scandinave, Recifuri, Pășuni de coastă din Baltica boreală, Insulițe și insule mici din Baltica boreală, Mlaștini împădurite, Taiga vestică, Pajiști fino-scandinave uscate până la mezice, bogate în specii de altitudine mică, Roci stâncoase cu vegetație pionieră de Sedo-Scleranthion sau Sedo albi-Veronicion dillenii, Lagune de coastă.
La baza desemnării sitului se află mai multe specii protejate de  păsări (4): Branta leucopsis, ciocănitoare neagră (Dryocopus martius), chiră de baltă (Sterna hirundo), Sterna paradisaea.